# Referendum over de status van Puerto Rico 2012
Het referendum over de status van Puerto Rico van 2012 vond plaats op 6 november 2012 in Puerto Rico, samen met de  Amerikaanse presidentsverkiezingen en de congresverkiezingen. Het was het vierde referendum over de politieke status van Puerto Rico en het eerste waarbij een meerderheid de huidige status van gemenebest en unincorporated territory verwierp en koos om een volwaardige staat van de Verenigde Staten te worden. De uitslag was echter controversieel.

## Achtergrond
Sinds het einde van de Spaans-Amerikaanse Oorlog is Puerto Rico een unincorporated territory (niet-geïncorporeerd gebied) van de Verenigde Staten. Door de Jones Act uit 1917 zijn Puerto Ricanen volwaardige burgers van de Verenigde Staten, maar ze kunnen niet stemmen voor het kiescollege dat de Amerikaanse President kiest, ze hebben geen stem in het Amerikaans Congres en ze zijn enkel vertegenwoordigd door een niet-stemgerechtigde Resident Commissioner van Puerto Rico in het Huis van Afgevaardigden. In 1952 werd Puerto Rico een commonwealth (gemenebest), waardoor het enige vorm van zelfbestuur heeft. Mede daardoor staat het ook niet op de lijst van gebieden zonder zelfbestuur van de Verenigde Naties, zoals Amerikaans-Samoa, Guam en de Amerikaanse Maagdeneilanden. Nochtans ligt de eindbeslissing over de politieke status van het eiland nog steeds bij het Amerikaanse Congres, en niet bij de Puerto Ricanen zelf.
Luis Fortuño, in zijn functie als Resident Commissioner van Puerto Rico, probeerde steun te verwerven binnen het Amerikaanse Congres om een referendum te organiseren. Een eerder referendum in 1998 stelde vier opties voor (onafhankelijkheid, staat, vrije associatie, gemenebest) maar de optie 'geen van allen' haalde een meerderheid van 50,5%, terwijl de optie om een deelstaat te worden slechts 46,6% behaalde. Het was echter Fortuño's opvolger, Pedro Pierluisi, die uiteindelijk de nodige steun verwierf. Zijn wetsvoorstel werd in 2010 met 223 tegen 169 stemmen aangenomen, waardoor het referendum kon worden georganiseerd.

## Het referendum

### Vraagstelling
Het referendum bestond uit twee vragen. Eerst werd gevraagd of de kiezer akkoord ging dat Puerto Rico zijn huidige territoriale status moest behouden. Onafhankelijk van hoe ze de eerste vraag beantwoordden, konden kiezers in een tweede vraag een keuze maken tussen drie alternatieve vormen van bestuur, verschillend dus van de huidige. Deze alternatieven waren:
- deelstaat van de VS
- onafhankelijkheid
- vrije associatie met de Verenigde Staten, zoals Palau, Micronesia en de Marshalleilanden

Bij de verschillende keuzes stond ook een korte uitleg:
- deelstaat van de VS:

Puerto Rico should be admitted as a state of the United States of America so that all United States citizens residing in Puerto Rico may have rights, benefits, and responsibilities equal to those enjoyed by all other citizens of the states of the Union, and be entitled to full representation in Congress and to participate in the Presidential elections, and the United States Congress would be required to pass any necessary legislation to begin the transition into Statehood
- onafhankelijkheid:

Puerto Rico should become a sovereign nation, fully independent from the United States and the United States Congress would be required to pass any necessary legislation to begin the transition into independent nation of Puerto Rico.
- vrije associatie:

Puerto Rico should adopt a status outside of the Territory Clause of the Constitution of the United States that recognizes the sovereignty of the People of Puerto Rico. The Sovereign Free Associated State would be based on a free and voluntary political association, the specific terms of which shall be agreed upon between the United States and Puerto Rico as sovereign nations. Such agreement would provide the scope of the jurisdictional powers that the People of Puerto Rico agree to confer to the United States and retain all other jurisdictional powers and authorities.

### Steun
De meeste leden van de Partido Nuevo Progresista steunden het referendum, onder hen ook Pedro Pierluisi en Luis Fortuño, toenmalig Resident Commissioner van Puerto Rico respectievelijk gouverneur. Pierluisi beloofde echter om de uitslag, los van het resultaat, te verdedigen. Ook de Partido Independentista Puertorriqueño, die streeft naar onafhankelijkheid, steunde het referendum. Volgens hen moesten de Puerto Ricanen elke kans grijpen om de huidige koloniale status te overwinnen.

### Tegenstand
De grootste tegenstanders bevonden zich in het kamp van de Partido Popular Democrático, onder leiding van Alejandro García Padilla, kandidaat voor het gouverneurschap. Pedro Rosselló en Carlos Romero Barceló, voormalige gouverneurs van de Partido Nuevo Progresista, hadden ook kritiek. Veel van de kritiek ging over de formulering van de vraag, en dan vooral over de opsplitsing in twee vragen. Volgens velen was dit verwarrend en García Padilla noemde het een valstrik. Kiezers die bij de eerste vraag stemden voor het behoud van de huidige status konden bij de tweede vraag toch nog altijd een keuze maken, waardoor een meerderheid voor de alternatieve deelstaat-optie makkelijker haalbaar was. García Padilla raadde de kiezers dan ook aan om enkel de eerste vraag te beantwoorden. 

## Resultaten
| Stemgerechtigden                                            | 2.402.941 | 100,00% |
| Uitgebrachte stemmen                                        | 1.878.969 | 78,19%  |
| Moet Puerto Rico zijn huidige territoriale status behouden? |           |         |
| Ja                                                          | 828.077   | 46,03%  |
| Nee                                                         | 970.910   | 53,97%  |
| Totaal geldige stemmen                                      | 1.798.987 | 95,74%  |
| Ongeldig of blanco                                          | 79.982    | 4,26%   |
| Welke andere niet-territoriale optie verkiest u?            |           |         |
| Deelstaat                                                   | 834.191   | 61,16%  |
| Vrije associatie                                            | 454.768   | 33,34%  |
| Onafhankelijkheid                                           | 74.895    | 5,49%   |
| Totaal geldige stemmen                                      | 1.363.854 | 72,59%  |
| Ongeldig of blanco                                          | 515.115   | 27,41%  |

## Reacties en nasleep
De oproep van Alejandro García Padilla om blanco te stemmen bij de tweede vraag verklaart waarschijnlijk het hoge aantal ongeldige en blanco stemmen bij die vraag. Indien ervan uitgegaan wordt dat dit stemmen zijn tegen de keuze voor de deelstaat, haalt deze optie met slechts 44% van de stemmen geen meerderheid meer. Door de controverse en onduidelijkheid rond de uitslag en door de verkiezing van García Padilla tot gouverneur, gingen stemmen op om het referendum ongeldig te verklaren. Pedro Pierluisi, de Resident Commissioner, diende echter een wetsvoorstel in om Puerto Rico officieel te erkennen als de 51e staat van de VS. Hij slaagde erin om de steun van meer dan honderd Congresleden te verwerven, zowel Democraten als Republikeinen. Door de verkiezingen voor het Congres werd het voorstel echter niet goedgekeurd.
Tegelijkertijd stelde president Barack Obama voor om een budget te voorzien om met federaal overheidsgeld een nieuw referendum te organiseren, want het eerste referendum zou zijn gefinancierd door de federale overheid. Dit werd door zowel voor- als tegenstanders van de uitslag van het referendum in 2012 als een overwinning beschouwd. In 2014 keurde Obama een budget van $2,5 miljoen goed om een nieuw referendum te organiseren en ook om de kiezers te informeren over de betekenis van de verschillende opties.